# Ojitos hechiceros (canción)
«Ojitos hechiceros» es una canción compuesta y escrita por el peruano Abdom Mariano Valencia Garay. Fue interpretada por primera por su grupo Los Diablos Rojos.
Es mayormente conocida al ser interpretada por el Grupo Néctar.

## Historia
Se convirtió en un hit en Perú y en Colombia, gracias a un cover de Rodolfo Aicardi.
La composición, al igual que otras, fue plagiada en muchas oportunidades, en las cuales se realizaron procesos judiciales.

## En otros medios
En 2018, América TV emitió una telenovela con el mismo nombre, protagonizada por Melissa Paredes, la cual fue muy bien recibida por una parte de la audiencia.
Posteriormente, se hizo un musical con el nombre dicha canción basada en la telenovela.